# رشا (اسم)
رشا هو اسم علم شخصي مؤنث عربي ويعتبر من أكثر أسماء الإناث المنتشرة في العالم العربي، أصل هذا الاسم هو من الرشاء ومعناه الظبي أي ابن الغزال.

## الشخصيات
- رشا رزق مغنية وممثلة صوت سورية
- رشا شربتجي مخرجة سورية مصرية
- رشا التقي ممثلة سورية
- رشا قنديل مذيعة وإعلامية مصرية
- رشا البلوشي ممثلة ومذيعة عمانية
- رشا بلال ممثلة سورية
- رشا فاروق ممثلة مصرية
- رشا مهدي ممثلة مصرية
- رشا نور الدين ممثلة مصرية